# Brussels Open 2013
Brussels Open 2013 — жіночий тенісний турнір, що проходив на кортах з ґрунтовим покриттям. Це був третій і останній Brussels Open. Належав до категорії Premier в рамках Туру WTA 2013. Проходив у Royal Primerose Tennis Club у Брюсселі (Бельгія) з 18 до 25 травня 2013 року.

## Учасниці основної сітки в одиночному розряді

### Сіяні
| Країна     | Гравчиня           | Рейтинг1 | Сіяна |
| ---------- | ------------------ | -------- | ----- |
| Данія      | Каролін Возняцкі   | 9        | 1     |
| Італія     | Роберта Вінчі      | 15       | 2     |
| Словаччина | Домініка Цібулкова | 16       | 3     |
| США        | Слоун Стівенс      | 17       | 4     |
| Бельгія    | Кірстен Фліпкенс   | 21       | 5     |
| Німеччина  | Юлія Гергес        | 25       | 6     |
| США        | Варвара Лепченко   | 31       | 7     |
| КНР        | Пен Шуай           | 38       | 8     |

- 1 Рейтинг подано станом на 13 травня 2013.[1]

### Інші учасниці
Нижче наведено учасниць, які отримали вайлдкард на участь в основній сітці:
- Олена Балтача
- Алісон ван Ейтванк
- Каролін Возняцкі

Нижче наведено гравчинь, які пробились в основну сітку через стадію кваліфікації:
- Меллорі Бердетт
- Мелані Уден
- Юлія Путінцева
- Ч Шуай

Як щасливий лузер в основну сітку потрапили такі гравчині:
- Коко Вандевей

### Знялись з турніру
До початку турніру
- Ірина-Камелія Бегу
- Сімона Халеп (calf injury)
- Крістіна Младенович
- Моріта Аюмі
- Агнешка Радванська

### Завершили кар'єру
- Юлія Гергес

## Учасниці основної сітки в парному розряді

### Сіяні
| Країна            | Гравчиня             | Країна   | Гравчиня          | Рейтинг1 | Сіяна |
| ----------------- | -------------------- | -------- | ----------------- | -------- | ----- |
| Індія             | Саня Мірза           | КНР      | Чжен Цзє          | 35       | 1     |
| Німеччина         | Анна-Лена Гренефельд | Чехія    | Квета Пешке       | 42       | 2     |
| Китайський Тайбей | Чжань Хаоцін         | Хорватія | Дарія Юрак        | 78       | 3     |
| Білорусь          | Ольга Говорцова      | Польща   | Алісія Росольська | 108      | 4     |

- 1 Рейтинг подано станом на 13 травня 2013.

### Інші учасниці
Нижче наведено пари, які отримали вайлдкард на участь в основній сітці:
- Кірстен Фліпкенс /  Магдалена Рибарикова

## Переможниці

### Одиночний розряд
- Кая Канепі —  Пен Шуай, 6–2, 7–5

### Парний розряд
- Анна-Лена Гренефельд /  Квета Пешке —  Габріела Дабровскі /  Шахар Пеєр, 6–0, 6–3